# Smbat Lputian
Smbat Gariginovich Lputian (nacido el 14 de abril de 1958 en Ereván, capital de Armenia) es un Gran Maestro Internacional de ajedrez armenio. En enero de 2010, en la lista de la FIDE, tenía un ELO de 2547 y era el número 6 de Armenia. Su mejor ELO, fue de 2640, logrado en enero del 2005.
Lputian, ha ganado el Campeonato de Armenia de ajedrez, en 2 ocasiones, en los años 1998 y 2001. En 2001, fue medalla de oro representando a su país en el Campeonato del Mundo de Naciones. En 2002, formó parte del equipo olímpico de Armenia, que obtuvo la medalla de bronce en Bled (Eslovenia).
Lputian fue uno de los jugadores que contribuyeron, junto con Levon Aronian, Vladímir Akopián, Karen Asrian, Gabriel Sargissian, Artashes Minasian, en el equipo armenio de ajedrez a ganar el oro en las Olimpíadas de ajedrez, de 2006, en Turín (Italia), por delante de China y EE. UU.
Participó en el Torneo Corus de ajedrez, en el 2000, donde quedó penúltimo, el torneo fue ganado por Kasparov.